# De doodsvlinders
De doodsvlinders is het 140ste stripverhaal uit de reeks van De Rode Ridder. Het is geschreven door Willy Vandersteen en getekend door Karel Biddeloo. De eerste albumuitgave was in 1991.

## Het verhaal
Johan verlaat Horst om Uzurias, die zijn hulp via dromen vroeg, bij te staan in zijn strijd tegen Andramelech, een van de zeven Hellevorsten. Hiervoor moet hij naar de citadel van Uzurias reizen met als enige gids een vlinder. Deze dodelijke vlinder steekt Trudo Van Wezemael, waardoor het voor Johan ook nog eens een race tegen de tijd wordt, daar hij niet kan terugkeren naar Horst voor de demon verslagen is. Ter plekke krijgt de krijgsbende zijn definitieve vorm: Johan (ridder) uit het westen, Gunnar (Viking) uit het noorden, Nisibis (zwarte amazone) uit het zuiden en Yorimoto (samoerai) uit het oosten. De vier nemen het op tegen de gevleugelde slang, het menseneterslegioen en de wormenvis. Hoewel ze al deze vijanden overwinnen, moet de grootste uitdaging nog komen: de citadel beschermen tegen de Paddekrijgers tot de cocons van de door Uzurias gekweekte 'doodsvlinders' uitkomen. Wanneer deze eenmaal zijn uitgekomen, zal niets hen kunnen tegenhouden. Na een hevige strijd gevoerd door de vier doen de doodsvlinders hun dodelijke werk en wordt de demon Andramelech verslagen. Johan kan nu terugkeren naar Horst met het tegengif voor zijn vriend Trudo van Wezemael.